# St. Antonius (Gronau)

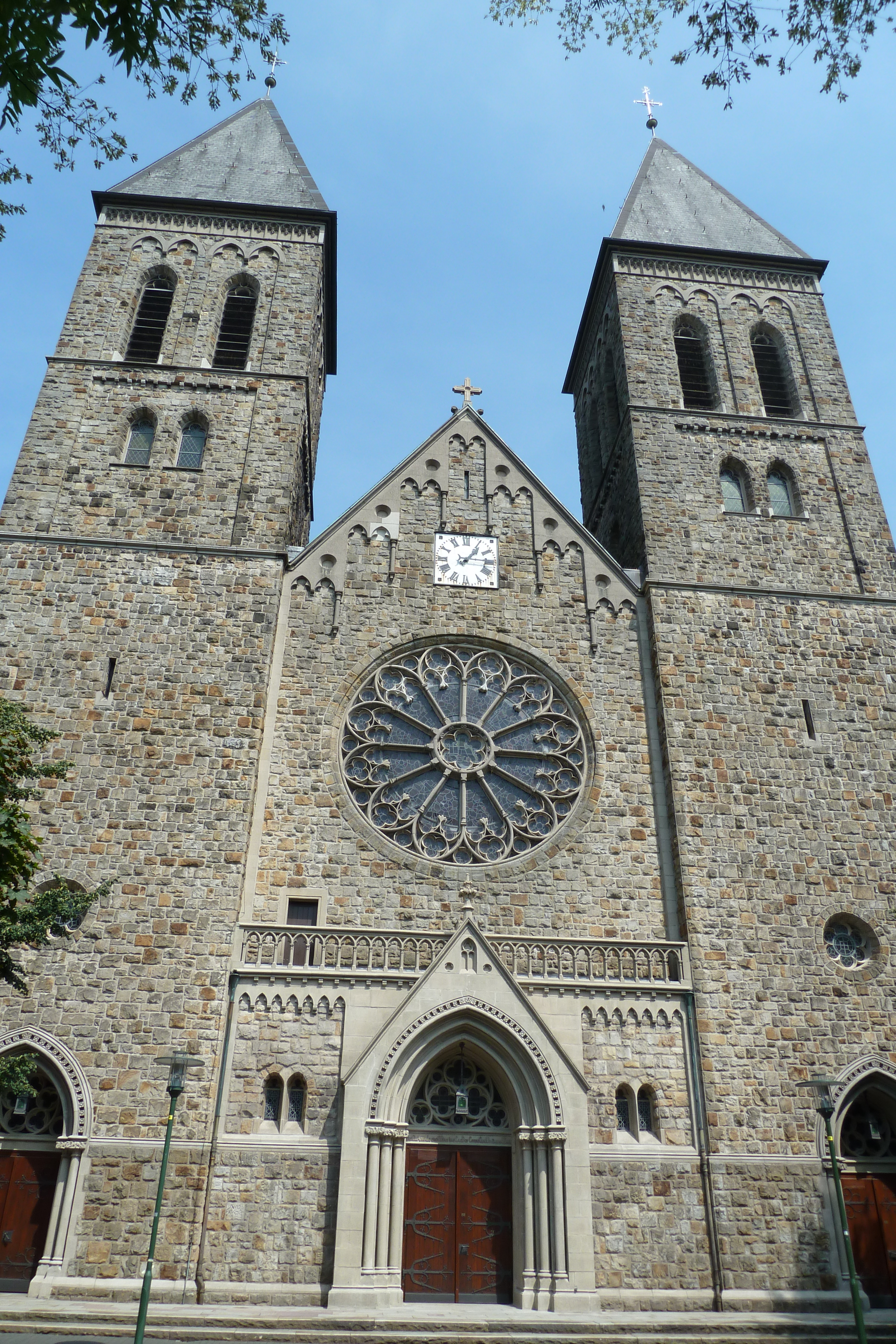
Pfarrkirche St. Antonius

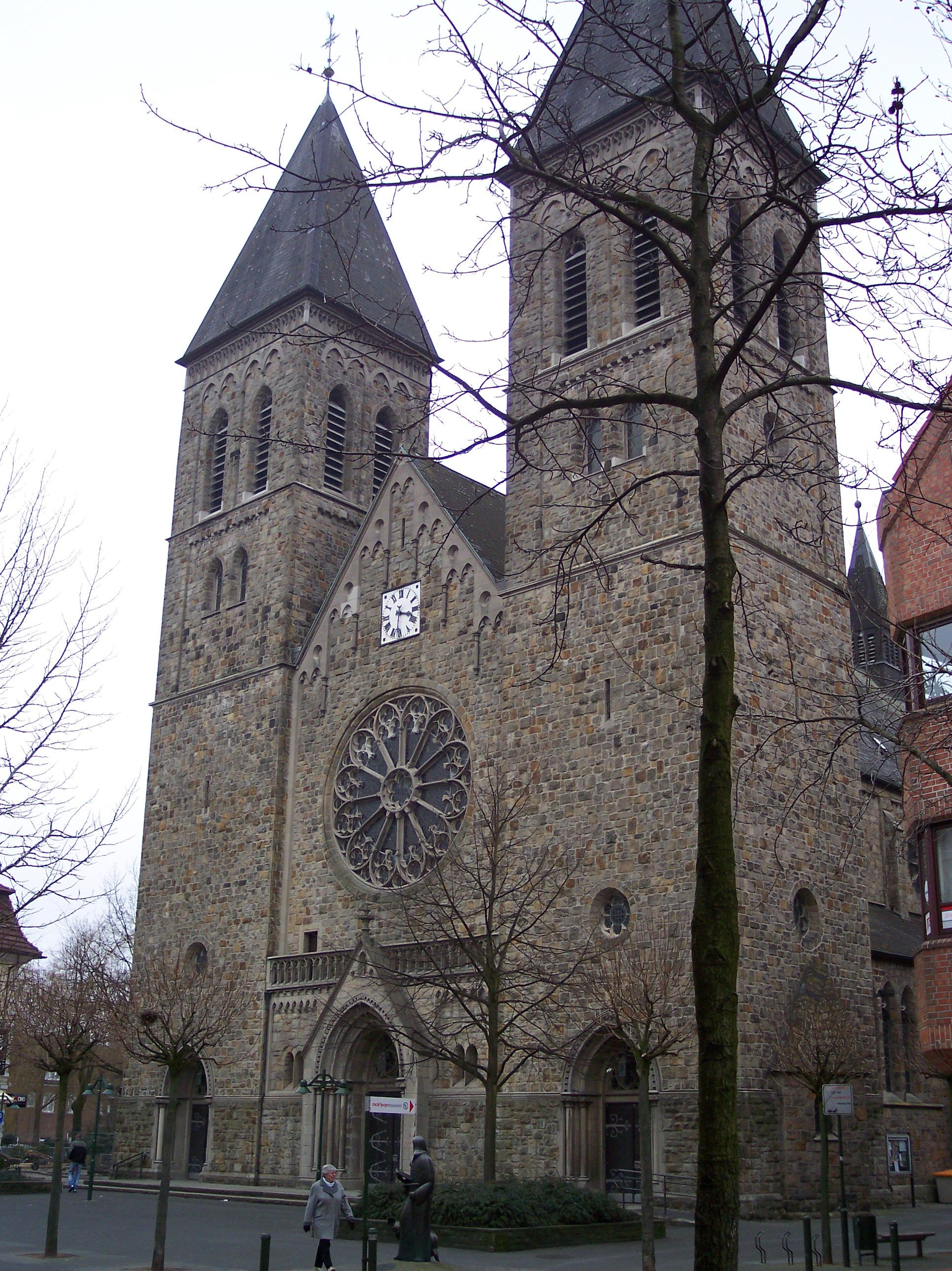
St. Antoniuskirche

Die römisch-katholische Pfarrkirche St. Antonius ist ein denkmalgeschütztes Kirchengebäude in der Neustraße 13 in Gronau, im Kreis Borken in Nordrhein-Westfalen. Sie liegt im Bistum Münster. Der Pfarrpatron ist Antonius der Große, Patron der Korbmacher und Bürstenbinder.

## Geschichte und Architektur
Die Vorgängerkirche war ein spätbarocker Bau, der abgerissen wurde und an deren Stelle 1913 die neugotische Basilika mit einem Querschiff und einem Chor mit 5/8-Schluss von Wilhelm Sunder-Plassmann errichtet wurde. Der massige Baukörper aus Ibbenbürener Sandsteinquadern wird durch Rund- und Spitzbogenfenster mit reichem Maßwerk gegliedert. Weitere Schmuckelemente sind Bogen- und Klötzchenfriese. Der Innenraum ist kreuzrippengewölbt. Die Bleiglasfenster wurden von 1914 bis 1919 nach Vorlagen von Wilhelm Derix angefertigt.

## Orgel
Die Orgel wurde 1962 von der Orgelbaufirma Friedrich Fleiter (Münster) erbaut. Haupt- und Pedalwerk sind ohne Orgelgehäuse. Das Instrument hat 36 Register auf drei Manualen und Pedal. Die Spiel- und Registertrakturen sind elektrisch.
| I Hauptwerk C–g3 |       |
| Pommer           | 16′   |
| Principal        | 8′    |
| Rohrflöte        | 8′    |
| Octave           | 4′    |
| Gemshorn         | 4′    |
| Hohlflaut        | 2′    |
| Sesquialter III  | 2 ⁄3′ |
| Mixtur IV        | 1 ⁄3′ |
| Trompete         | 8′    |
| Tremulant        |       |

| II Schwellwerk C–g3 |       |
| Grobgedackt         | 8′    |
| Salicional          | 8′    |
| Principal           | 4′    |
| Sing. Gedackt       | 4′    |
| Nasard              | 2 ⁄3′ |
| Schwegel            | 2′    |
| Octävlein           | 1′    |
| Scharff III         | 1 ⁄3′ |
| Holzdulcian         | 16′   |
| Schalmei-Oboe       | 8′    |
| Tremulant           |       |

| III Rückpositiv C–g3 |        |
| Quintatön            | 8′     |
| Liebl. Gedackt       | 8′     |
| Venezianerflöte      | 4′     |
| Principal            | 2′     |
| Terz                 | 1 3⁄5′ |
| Sifflöte             | 1′     |
| Cymbel III           |        |
| Musette              | 8′     |
| Tremulant            |        |

| Pedalwerk C–f1 |       |
| Principalbaß   | 16′   |
| Subbaß         | 16′   |
| Octavbaß       | 8′    |
| Rohrgedackt    | 8′    |
| Choralbaß      | 4′    |
| Nachthorn      | 2′    |
| Hintersatz IV  | 2 ⁄3′ |
| Posaune        | 16′   |
| Trompete       | 8′    |

- Koppeln: II/I, III/I, III/II, I/P, II/P, III/P; II/I und II/II als Suboktavkoppeln

## Glocken
Die Kirche verfügt heute über ein fünfstimmiges Geläut von Bronzeglocken. Die kleinste Glocke (V) ist eine mittelalterliche Glocke von Butendijk. Die Glocken I bis IV stammen alle von der Glockengießerei Otto aus Bremen-Hemelingen.

## Figuren
- Die niederrheinische Madonna ist von der zweiten Hälfte des 15. Jahrhunderts, sie stammt aus der Vorgängerkirche
- Die  Figuren der Heiligen Paulus und Petrus, Antonius Abt sind aus spätbarocker Zeit
- Das Kruzifix ist vom 19. Jahrhundert